# Худенко, Ольга Сергеевна
О́льга Серге́евна Худе́нко (бел. Вольга Сяргееўна Худзенка; 12 мая 1992, Хойники) — белорусская гребчиха-байдарочница, выступает за сборную Беларуси с 2011 года. Серебряный призёр летних Олимпийских Игр в байдарке-четвёрке, двукратный бронзовый призёр летних Олимпийских Игр в байдарке-четвёрке, неоднократная чемпионка мира и Европы, многократная победительница национальных первенств. На соревнованиях представляет Гомельскую область. Заслуженный мастер спорта Республики Беларусь.

## Биография
Ольга Худенко родилась 12 мая 1992 года в городе Хойники, Гомельская область. Активно заниматься греблей начала в возрасте четырнадцати лет в специализированной детско-юношеской школе олимпийского резерва в Мозыре, проходила подготовку под руководством тренера Михаила Аземши, позже тренировалась у старшего тренера женской сборной Геннадия Галицкого.
Живёт и тренируется в городе Мозырь. Окончила Мозырский государственный педагогический университет имени И. П. Шамякина, факультет физической культуры.

### Спортивная карьера
Первого серьёзного успеха добилась в 2011 году, когда победоносно дебютировала на Кубке мира, выиграла бронзовую медаль на чемпионате мира в венгерском Сегеде (с четырёхместной байдаркой на дистанции 500 метров), а также завоевала золото и бронзу на чемпионате Европы в Белграде (с четвёркой на 500 метров и двойкой на 200 метров).
В 2012 году Худенко выиграла три серебряные медали на первенстве Европы в хорватском Загребе и благодаря череде удачных выступлений удостоилась права защищать честь страны на летних Олимпийских играх в Лондоне. Участвовала в заплывах на 500 метров двухместных и четырёхместных байдарок, в первом случае в паре с Мариной Полторан вынуждена была довольствоваться утешительным финалом «Б» и в конечном счёте расположилась на девятой позиции, тогда как во втором вместе с Полторан, Ириной Помеловой и Надеждой Попок добралась до финальной стадии и завоевала бронзу. «Мы долго шли к этой медали, многое пережили. Но стремились, старались, бились до конца, хотя, признаюсь, не особенно рассчитывали подняться на пьедестал». По итогам сезона удостоена почётного звания «Заслуженный мастер спорта Республики Беларусь».
После Олимпиады спортсменка осталась в основном составе белорусской национальной команды и продолжила принимать участие в крупнейших международных соревнованиях. Так, в 2013 году она побывала на чемпионате мира в немецком Дуйсбурге, где с четвёркой стала бронзовой призёршей в полукилометровой гонке, а затем повторила это достижение на европейском первенстве в португальском Монтемор-у-Велью. Помимо этого, триумфально выступила на летней Универсиаде в Казани, привезла оттуда три золотые медали, выигранные в трёх различных дисциплинах.
2024 год
В августе 2024 года — серебряный призер чемпионата мира по гребле на байдарках и каноэ 2024 года в Самарканде (Узбекистан).
25 августа 2024 года — на чемпионате мира по гребле на байдарках и каноэ 2024 года в Самарканде (Узбекистане) в женском спринте байдарок-двоек на 200 м бронзу завоевали Ольга Худенко и Марина Литвинчук.
2025 год
В июле 2025 года — бронзовый призер открытого чемпионата Беларуси по гребле на байдарках и каноэ на 500-метровке (Заславль).

## Награды и звания
- Заслуженный мастер спорта Республики Беларусь.
- Почётный гражданин города Хойники (2012).
- Почетный гражданин города Мозыря (2022)[7].
- Имя О. С. Худенко на Аллее почётных граждан Хойникского района. Аллея расположена в городе Хойники (Гомельская область)[8].

## Личная жизнь
В октябре 2024 года вышла замуж за украинского и молдавского гребца-каноиста Сергея Тарновского.